# Argentinas damlandslag i handboll
Argentinas damlandslag i handboll representerar Argentina på damsidan. 

## Resultat
- VM 2005: 20:e
- VM 2007: 20:e
- Handboll vid Panamerikanska spelen 2007: 3:e
- VM 2009: 19:e
- VM 2021: 21:a